# Procelsterna cerulea
Procelsterna cerulea là một loài chim trong họ Laridae.